# Topolino e l'illusionista
Topolino e l'illusionista è una storia del 1941 sceneggiata da Merrill De Maris e disegnata da Floyd Gottfredson. Venne pubblicata per la prima volta sui quotidiani statunitensi dal 14 aprile al 5 luglio 1941.

## Trama
Topolino, di ritorno dalla precedente avventura sull'isola dei dinosauri (cfr. Topolino all'età della pietra), va a casa di Minni per proporle di uscire insieme ma scopre che durante la sua assenza Minni ha cominciato a uscire con un illusionista, un certo Bubbo Rudini. Minni e Bubbo continuano a frequentarsi senza tener conto della presenza del fidanzato ufficiale di lei, finché Topolino viene apertamente umiliato a una festa organizzata da Patrizia Porcelli. Topolino decide allora di vendicarsi e inizia a frequentare un'ereditiera, Milli Van Dor, la quale a sua volta ostenta un atteggiamento altezzoso nei confronti di Minni.
Le due coppie si incontrano con regolarità e non si risparmiano frecciate reciproche, finché non si presenta un'occasione mondana: una festa nella villa della signora Van Asterisk, una delle topolinesi più ricche e altolocate. Minni e Bubbo sono invitati, ma, come si viene poi a sapere, solo grazie a una decisione di Milli. Inoltre, la stessa Milli viene a scoprire una notizia sorprendente e, d'accordo con Topolino, incarica Pippo di comunicarla, tramite telegramma cantato, al culmine della festa: Bubbo non è affatto l'aristocratico che dice di essere, ma un semplice autista, che sfrutta gli abiti e automobile del suo datore di lavoro, spesso assente. Bubbo, pubblicamente smascherato, scappa e Minni, in preda all'umiliazione ma anche al senso di colpa, ha una crisi nervosa. Topolino la perdona, anche perché Milli non è affatto una sua innamorata, bensì sua cugina Adelina presentatasi sotto falso nome.
La storia si conclude con la partenza di Milli e i due che si riconciliano.

## Edizioni italiane
La storia comparve in Italia per la prima volta su Topolino (giornale) n. 468-477 dal 2 dicembre 1941 al 3 febbraio 1942, con uno scarto di otto mesi rispetto all'uscita della storia negli states. Per volere del regime fascista la storia subì vari tagli e modifiche. In particolare:
- a partire dal n. 473 (6 gennaio 1942), tutti i baloon (nuvolette) vennero eliminati, sostituiti da didascalie sotto la vignetta che riportavano i dialoghi dei personaggi. Questo per conformarsi alle direttive del MinCulPop.
- a partire dal n. 476 (27 gennaio 1942), la storia viene pubblicata in ultima pagina e non più in prima. Inoltre, sempre a partire da questo numero, la realizzazione della storia venne falsamente accreditata a Federico Pedrocchi, direttore artistico del giornale; questo per far sembrare la storia "italiana".
- nel numero 477 (3 febbraio 1942) vengono tagliate intere sequenze della storia, per farla concludere in questo numero. Delle 27 strisce finali della storia originale ne rimangono solo cinque mentre le altre 22 vengono completamente eliminate. In particolare:
  - le strisce che vanno dal 5 giugno al 15 giugno 1941 vengono totalmente eliminate (9 strisce; è la sequenza in cui Topolino e Milli, Minni e Bubbo ricevono l'invito al ballo e in cui Milli scopre il lavoro di Bubbo; inoltre sempre in questa sequenza Topolino incarica Pippo di leggere cantando, durante il ballo, la lettera destinata a Bubbo che lo smaschererà).
  - vengono tagliate anche le strisce dopo il ballo (il vero finale della storia), cioè quelle che vanno dal 3 al 5 luglio (3 strisce); le strisce tagliate mostrano Milli partire e Topolino e Minni che passano una serata insieme in un locale notturno.
  - Viene mostrata solo la parte del ballo annuale (nell'originale 15 strisce) ma anch'essa subisce parecchi tagli di vignette, lasciando solo quelle indispensabili per la comprensione del finale:
    - la prima striscia della versione pubblicata su Topolino giornale riassume le strisce dal 17 al 20 giugno (la parte dell'entrata al ballo); le strisce del 16, del 18 e del 19 giugno vengono completamente eliminate; delle tre vignette della striscia, due sono prese da quella del 17 giugno mentre la terza è la prima vignetta della striscia del 20 giugno;
    - la seconda striscia riassume le strisce del 20 e 21 giugno (la parte dell'eliminazione di Bubbo e della vittoria di Topolino); delle quattro vignette della striscia, due sono prese dalla striscia del 20-06 e due da quella del 21-06;
    - la terza striscia riassume le strisce dal 23 al 25 giugno (la parte dei giochi di prestigio di Bubbo); delle quattro vignette della striscia, una è presa da quella del 23-06, una da quella del 24-06, e due da quella del 25-06;
    - la quarta striscia corrisponde esattamente a quella del 26 giugno (smascheramento di Bubbo ad opera di Pippo);
    - la quinta striscia riassume le strisce dal 27 giugno al 2 luglio 1941 (consolazione di Minni e bacio finale tra i due); delle quattro vignette della striscia una è presa da quella del 27 giugno, una da quella del 30 giugno e due da quella del 2 luglio; vengono completamente eliminate le strisce del 28 giugno e del 1º luglio, il cui contenuto è riassunto dalla didascalia «Topolino la raggiunge con Milli e questa spiega ogni cosa: tutto fu fatto per ricondurre Minni alla ragione.» (seconda vignetta).

  - Un tale "massacro" si può giustificare solo in un modo: la redazione aveva evidentemente ricevuto il divieto tassativo del regime di pubblicare Topolino a partire dal n. 478, e, per dare un finale alla storia senza lasciarla in sospeso, hanno dovuto tagliare gran parte delle vignette del finale per far sì che la decima puntata (pubblicata sul n. 477) fosse anche l'ultima.

Questa fu l'ultima storia di Topolino pubblicata in Italia durante il fascismo; dal n. 478 il personaggio Disney venne sostituito da Tuffolino, un personaggio umano molto simile a Topolino (praticamente è un plagio, infatti la prima storia di Tuffolino, Tuffolino agente di pubblicità, è stata plagiata da Topolino agente di pubblicità).
Ci vollero parecchi anni prima che uscisse in Italia la versione integrale della storia, che venne pubblicata su Topolino d'oro #28 (1973).
L'ultima ristampa della storia, avvenuta su Gli anni d'oro di Topolino #5, contiene un'imperfezione: la testa di Milli è stata annerita, rendendola praticamente identica a Minni, mentre nella versione originale il pelo di Milli era grigio.